# 이 멋진 세계에 축복을!
《이 멋진 세계에 축복을!》(일본어: この素晴らしい世界に祝福を! 고노 스바라시 세카이니 슈큐후쿠오[*])은 아카츠키 나츠메가 집필한 일본의 라이트 노벨이다. 일러스트는 미시마 쿠로네가 담당한다. 카도카와 스니커 문고(카도카와 쇼텐)에서 간행되었다. 약칭은 《코노스바》이다.
원래는 웹사이트 「소설가가 되자」에서 연재되었던 웹소설이었다. 또, 거기서 사용된 필명은 자택경비병(自宅警備兵)이었다.
2014년 9월 9일부터 《월간 드래곤 에이지》(KADOKAWA 후지미 쇼보)에서 만화판이 연재되기 시작했다. 2016년 1월부터 3월까지 텔레비전 애니메이션 제1기가 방영되었다. 제1기의 최종화에서 제2기의 제작이 발표되었고, 2017년 1월부터 3월까지 제2기가 방영되었다.
스핀오프 작품으로서 《이 멋진 세계에 폭염을!》, 《이 가면 악마에게 상담을!》, 《이 멋진 세계에 일상을!》이 있다.
한국에서는 제1기, 제2기를 애니맥스 코리아의 동시 방영으로 진행되었다가, 2021년 4월 30일 이 멋진 세계에 축복을! 판타스틱 데이즈의 한국 발매와 함께 우리말 녹음이 확정되었으며, 우리말 녹음은 2021년 6월 27일부터 7월 27일까지 애니맥스 코리아에서 매주 일·월요일 자정에 방영했다. 이세계(전생형) 애니메이션 중 한국어 더빙으로 나온 것은 이 작품이 처음이다.

## 줄거리
불의의 사고로 목숨을 잃은 고교생, 사토 카즈마는 천계에서 여신, 아쿠아에게 이세계 전생을 권유받는다. 아쿠아는 「이세계에는 원하는 것을 하나 가지고 갈 수 있다」고 이세계 전생의 특전을 들이밀며 권유하지만, 아쿠아의 태도가 너무나도 카즈마를 된장 찌꺼기와 같이 바보 취급하고 있었기 때문에, 카즈마는 격노하여 아쿠아를 「이세계에 가지고 가는 "물건"」으로서 지목한다.
이리하여, 아쿠아를 데리고 이세계, 「액셀 마을」에 내려선 카즈마는, 운과 지력만이 이상하게 좋은 평범한 모험자가 되고, 머리가 나쁜 아쿠아는 지성과 운 이외의 모든 스테이터스가 높은 아크 프리스트가 된다. 폭렬마법의 사용자이지만, 1발 쏘면 움직일 수 없게 되는 아크 위저드 메구밍과, 겉모습은 미소녀이지만 망상벽이 마조히스트로 공격이 맞지 않는 변태 크루세이더 다크니스를 동료로 더해 모험자 직업을 시작하게 되어, 그녀들의 행동에 휘둘리는 나날을 보내고 있었다.
그러나 점점 더 심해지는 한편 멈출 줄 모르는 이들의 문제 행동은, 마왕군과의 트러블이나, 악덕 영주와의 금전적 싸움, 최후는 마왕 토벌에 나서 일기토 등, 다양한 파란에 카즈마를 말려들게 한다.
소설 제1권
히키코모리에 니트인 사토 카즈마는 이세계 전생 아이템으로 여신 아쿠아를 길동무로 이세계에. 무일푼으로 이세계에 찾아온 두 사람은, 아르바이트로 겨우 끼니를 이어나가지만, 파티에 들어온 머리가 이상한 마법사 덕분에 마왕군 간부와 싸우는 지경에 이르게 된다.
소설 제2권
마구간 생활에 익숙해진 무렵에 겨울이 찾아와 생활 거점의 확보를 위해 유령 퇴치의 보상으로 저택을 손에 넣게 되지만, 저택에 정착한 유령은 아쿠아에게 원인이 있었던 것으로 판명된다.
소설 제3권
디스트로이어 토벌의 공로자가 되어야 하지만, 영주 암살 혐의를 받은 재판에 부쳐지게 된다.
소설 제4권
액시즈 교단의 총본산 거리에 방문한 카즈마 일행은, 다시 마왕군 간부와 대치한다.
소설 제5권
융융에게 구애받은 카즈마는 홍마의 마을로 향하게 되고, 메구밍의 어머니인 유이유이의 책략에 의해 메구밍과 동침하게 된다.
소설 제6권
왕녀에게 「오빠」라고 불려 신경쓰이게 된 카즈마는, 국가를 노리는 적과 대치하기 위해, 은발도적단의 일원으로 암약한다.
소설 제7권
악덕 귀족의 모략에 걸린 다크니스를 탈환하기 위해 전재산을 쏟아부은 카즈마.
소설 제8권
마침내 여신 에리스가 액셀 마을에 강림한다.
소설 제9권
신문을 통해 왕도 가까이에 있는 요새에서 사신 월바크(女)가 이끄는 마왕군의 내습을 알고 달려가는 카즈마 일행.
소설 제 10권
아이리스가 엘로드에게 마왕군과 싸울 자금을 확보하러 갔으나 나오는 말은 「지원은 중단,약혼은 파기」라는 싸늘한 말뿐.
소설 제 11권
액셀마을에 메구밍의 동생,코맷코가 놀러온다.코맷코는 「언니가 이마을 모험가는 굉장하댔어!」라는 발언을 들은 그들은 꽤나 성가신 퀘스트를 맏게 되는데...
소설 제 12권
「엄마!」
다크니스를 「엄마」라고 부르는 소녀의등장에 놀란 카즈마일행.사실 그 소녀는 다크니스의 친척이었다!
소설 제 13권
"스토커가 나타났어요!"
스토커에게서 도망다니다 아침이 되어서 돌아온 위즈는 바닐과 카즈마 일행에게 상의한다!
소설 제 14권
융융의 의뢰로 홍마의 마을로 찾아간 카즈마 일행.홍마는 족장을 정하기 위한 2인 1조로 진행하는 시련이다.한편 밤만되면 마을에 폭렬마법을 쓰는 행위가 반복되고 있다한다.당연히 메구밍은 의심을 받게 되는데...
소설 제 15권
카즈마의 신변을 보호하는 대가로 마왕군 간부인 세레나와 거래하려는 카즈마.아쿠아가 술을 물로 바꿔서 근신하는 동안 세레나는 액셀마을의 모험자를 잔뜩 치료해준다.그바람에 아쿠아는 이런말을 하게 되었다.
"......저는 이마을에 필요없는 여신인가요?"
소설 제 16권
「추신.저를 찾아주세요.」
세레나 소동후 아쿠아는 편지를 남가고 가출한다.마스코트 아쿠아가 가출하자 마을은 술렁거린다.그런 상황임에도 불구하고 카즈마는 아쿠아를 쫓아가지 않는다.메구밍과 다크니스는 어딘가 이상한 카즈마에게 처음에 했던 것처럼자이언트 토트를 사냥하러 가자고 한다.레벨 1부터 시작한 카즈마는 상상도 못한 파워 업 방법을 찾게 된다.
"집이나 보는건 관두겠어!그 멍청이를 쫒아 가자고!"

## 간행 목록

### 소설
- 카도카와 스니커 문고(카도카와 쇼텐)

| 권수   | 제목                              | 초판 발행일     | 발매일          | ISBN                                                              |
| ------ | --------------------------------- | --------------- | --------------- | ----------------------------------------------------------------- |
| 1      | あぁ、駄女神さま                  | 2013년 10월 1일 | 2013년 10월 1일 | ISBN 978-4-04-101020-4                                            |
| 2      | 中二病でも魔女がしたい！          | 2013년 12월 1일 | 2013년 12월 1일 | ISBN 978-4-04-101110-2                                            |
| 3      | よんでますよ、ダクネスさん。      | 2014년 3월 1일  | 2014년 3월 1일  | ISBN 978-4-04-101242-0                                            |
| 4      | 鈍ら四重奏 〜ナマクラカルテット〜 | 2014년 5월 1일  | 2014년 5월 1일  | ISBN 978-4-04-101570-4                                            |
| 5      | 爆裂紅魔にレッツ＆ゴー!!          | 2014년 9월 1일  | 2014년 9월 1일  | ISBN 978-4-04-101571-1                                            |
| 6      | 六花の王女                        | 2015년 3월 1일  | 2015년 3월 1일  | ISBN 978-4-04-102267-2                                            |
| 7      | 億千万の花嫁                      | 2015년 9월 1일  | 2015년 9월 1일  | ISBN 978-4-04-103539-9                                            |
| 8      | アクシズ教団VSエリス教団          | 2016년 1월 1일  | 2016년 1월 1일  | ISBN 978-4-04-103540-5                                            |
| 9      | 紅の宿命                          |                 | 2016년 6월 24일 | ISBN 978-4-04-103953-3 (오리지널 애니메이션 블루레이 첨부 동고판) |
| 9      | 紅の宿命                          | 2016년 7월 1일  | 2016년 7월 1일  | ISBN 978-4-04-103954-0                                            |
| 10     | ギャンブル・スクランブル！        | 2016년 11월 1일 | 2016년 11월 1일 | ISBN 978-4-04-104992-1                                            |
| 11     | 大魔法使いの妹                    | 2017년 5월 1일  | 2017년 5월 1일  | ISBN 978-4-04-104993-8                                            |
| 12     | 女騎士のララバイ                  |                 | 2017년 7월 24일 | ISBN 978-4-04-105005-7 (오리지널 애니메이션 블루레이 첨부 동고판) |
| 12     | 女騎士のララバイ                  | 2017년 8월 1일  | 2017년 8월 1일  | ISBN 978-4-04-104994-5                                            |
| 13     | リッチーへの挑戦状                | 2017년 12월 1일 | 2017년 12월 1일 | ISBN 978-4-04-105817-6                                            |
| 14     | 紅魔の試練                        | 2018년 7월 1일  | 2018년 7월 1일  | ISBN 978-4-04-106111-4                                            |
| 15     | 邪教シンドローム                  | 2018년 11월 1일 | 2018년 11월 1일 | ISBN 978-4-04-107554-8                                            |
| 16     | 脱走女神、ゴーホーム！            | 2019년 8월 1일  | 2019년 8월 1일  | ISBN 978-4-04-108520-2                                            |
| 단편집 | よりみち！                        | 2020년 1월 1일  | 2020년 1월 1일  | ISBN 978-4-04-108521-9                                            |
| 17     | この冒険者たちに祝福を！          | 2020년 5월 1일  | 2020년 5월 1일  | ISBN 978-4-04-109543-0                                            |
| 단편집 | よりみち2回目！                   | 2020년 11월 1일 | 2020년 11월 1일 | ISBN 978-4-04-109851-6                                            |
| 단편집 | よりみち3回目！                   |                 | 2023년 9월 29일 | ISBN 978-4-04-114186-1                                            |

| 권수 | 타이틀                | 발매일          | ISBN                                                    |
| ---- | --------------------- | --------------- | ------------------------------------------------------- |
| 1    | めぐみんのターン      | 2014년 7월 1일  | ISBN 978-4-04-101866-8                                  |
| 2    | ゆんゆんのターン      | 2014년 12월 1일 | ISBN 978-4-04-102438-6                                  |
| 3    | ふたりは最強!のターン | 2015년 6월 1일  | ISBN 978-4-04-103101-8 (오리지널 드라마 CD 부록 동봉판) |

| 권수 | 제목                 | 초판 발행일    | 발매일           | ISBN                   |
| ---- | -------------------- | -------------- | ---------------- | ---------------------- |
| 1    | 我ら、めぐみん盗賊団 | 2017년 1월 1일 | 2016년 12월 28일 | ISBN 978-4-04-104991-4 |
| 2    | わがままバスターズ   | 2019년 3월 1일 | 2019년 3월 1일   | ISBN 978-4-04-107555-5 |

| 권수 | 발매일         | ISBN                   |
| ---- | -------------- | ---------------------- |
| 1    | 2016년 4월 1일 | ISBN 978-4-04-104293-9 |

또, 본편 소설의 부제 모두가 다른 애니메이션의 제목을 모방한 것으로 되어있다.
- 디앤씨미디어

| 권수   | 타이틀                        | 발매일           | ISBN                   |
| ------ | ----------------------------- | ---------------- | ---------------------- |
| 1      | 오! 나의 잉여신님             | 2015년 9월 10일  | ISBN 978-89-26799-79-6 |
| 2      | 중2병이라도 마녀가 하고 싶어! | 2015년 10월 10일 | ISBN 978-89-26799-96-3 |
| 3      | 부르잖아요, 다크니스 씨.      | 2016년 1월 10일  | ISBN 979-11-86906-26-2 |
| 4      | 나태 사중주 ~나태 콰르텟~     | 2016년 1월 10일  | ISBN 979-11-86906-27-9 |
| 5      | 폭렬홍마 레츠&고!!            | 2016년 3월 10일  | ISBN 979-11-86906-48-4 |
| 6      | 육화의 왕녀                   | 2016년 5월 10일  | ISBN 979-11-59810-39-8 |
| 7      | 억천만의 신부                 | 2016년 8월 10일  | ISBN 979-11-27805-56-2 |
| 8      | 아쿠시즈 교단 VS 에리스 교단  | 2016년 10월 10일 | ISBN 979-11-27824-25-9 |
| 9      | 붉은 숙명                     | 2017년 2월 10일  | ISBN 979-11-27840-34-1 |
| 10     | 갬블 스크램블!                | 2017년 5월 10일  | ISBN 979-11-27841-24-9 |
| 11     | 대마법사의 여동생             | 2017년 12월 10일 | ISBN 979-11-27843-31-1 |
| 12     | 여기사의 자장가               | 2018년 3월 10일  | ISBN 979-11-27844-05-9 |
| 13     | 리치에게 보낸 도전장          | 2018년 7월 10일  | ISBN 979-11-27845-63-6 |
| 14     | 홍마의 시련                   | 2019년 1월 10일  | ISBN 979-11-27848-20-0 |
| 15     | 사교 신드롬                   | 2019년 4월 10일  | ISBN 979-11-27849-93-1 |
| 16     | 탈주여신, 고홈!               | 2019년 12월 10일 | ISBN 979-11-27853-52-5 |
| 단편집 | 요리미치!                     | 2020년 8월 10일  | ISBN 979-11-27856-40-3 |
| 17     | 이 모험가들에게 축복을!       | 2020년 11월 10일 | ISBN 979-11-27857-38-7 |
| 단편집 | 요리미치! 2                   | 2021년 3월 10일  | ISBN 979-11-27858-81-0 |
| 단편집 | 요리미치! 3                   | 2024년 6월 10일  | ISBN 979-11-27876-13-5 |

| 권수 | 타이틀               | 발매일          | ISBN                   |
| ---- | -------------------- | --------------- | ---------------------- |
| 1    | 메구밍의 턴          | 2016년 2월 10일 | ISBN 979-11-86906-42-2 |
| 2    | 융융의 턴            | 2016년 4월 10일 | ISBN 979-11-59810-04-6 |
| 3    | 두 사람은 최강!의 턴 | 2016년 6월 10일 | ISBN 979-11-59810-75-6 |

| 권수 | 타이틀                   | 발매일          | ISBN                   |
| ---- | ------------------------ | --------------- | ---------------------- |
| 1    | 이 가면 악마에게 상담을! | 2017년 1월 10일 | ISBN 979-11-27839-76-5 |

### 만화
| 권수 | 발매일          | ISBN                   | 초출                                            |
| ---- | --------------- | ---------------------- | ----------------------------------------------- |
| 1    | 2015년 4월 9일  | ISBN 978-4-04-070539-2 | 월간 드래곤 에이지 2014년 10월호 - 2015년 2월호 |
| 2    | 2015년 12월 5일 | ISBN 978-4-04-070782-2 | 월간 드래곤 에이지 2015년 3월호 - 2015년 9월호  |
| 3    | 2016년 3월 9일  | ISBN 978-4-04-070834-8 | 월간 드래곤 에이지 2015년 10월호 - 2016년 3월호 |
| 4    | 2016년 9월 9일  | ISBN 978-4-04-072019-7 | 월간 드래곤 에이지 2016년 4월호 - 2016년 9월호  |
| 5    | 2017년 3월 9일  | ISBN 978-4-04-072212-2 |                                                 |
| 6    | 2017년 9월 8일  | ISBN 978-4-04-072433-1 |                                                 |
| 7    | 2018년 3월 9일  | ISBN 978-4-04-072628-1 |                                                 |
| 8    | 2018년 9월 7일  | ISBN 978-4-04-072881-0 |                                                 |
| 9    | 2019년 4월 9일  | ISBN 978-4-04-073139-1 |                                                 |
| 10   | 2019년 8월 9일  | ISBN 978-4-04-073293-0 |                                                 |
| 11   | 2020년 4월 9일  | ISBN 978-4-04-073616-7 |                                                 |
| 12   | 2020년 10월 9일 | ISBN 978-4-04-073834-5 |                                                 |
| 13   | 2021년 5월 8일  | ISBN 978-4-04-074047-8 |                                                 |
| 14   | 2021년 10월 8일 | ISBN 978-4-04-074273-1 |                                                 |
| 15   | 2022년 5월 9일  | ISBN 978-4-04-074529-9 |                                                 |
| 16   | 2022년 11월 8일 | ISBN 978-4-04-074751-4 |                                                 |
| 17   | 2023년 7월 7일  | ISBN 978-4-04-075045-3 |                                                 |
| 18   | 2023년 11월 9일 | ISBN 978-4-04-075198-6 |                                                 |
| 19   | 2024년 6월 9일  | ISBN 978-4-04-075479-6 |                                                 |

### 드라마 CD
| 권수 | 타이틀                                              | 발매일         |
| ---- | --------------------------------------------------- | -------------- |
| 1    | この素晴らしい世界に爆焔を！ この真夏の海に騒乱を！ | 2015년 3월 1일 |

## 텔레비전 애니메이션
제1기가 2016년 1월부터 3월까지, 제2기가 2017년 1월부터 3월까지 방영되었다.
2021년 7월 18일에 신작 애니메이션의 제작이 결정되어, 2022년 5월 28일에 제3기와 스핀오프 애니메이션 《이 멋진 세계에 폭염을!》의 제작 결정이 발표되어, 2023년 4월부터 6월까지 스핀오프 애니메이션 《이 멋진 세계에 폭염을!》이 방영되었고 2024년 4월부터 6월까지 제3기가 방영되었다.

### 스태프
|                     | 제1기               | 제2기                 | 제3기                                       |
| ------------------- | ------------------- | --------------------- | ------------------------------------------- |
| 원작                | 아카츠키 나츠메     | 아카츠키 나츠메       | 아카츠키 나츠메                             |
| 캐릭터 원안         | 미시마 쿠로네       | 미시마 쿠로네         | 미시마 쿠로네                               |
| 총감독              | 빈칸                | 빈칸                  | 카나사키 타카오미                           |
| 감독                | 카나사키 타카오미   | 카나사키 타카오미     | 아베 유지로                                 |
| 시리즈 구성         | 우에즈 마코토       | 우에즈 마코토         | 우에즈 마코토                               |
| 캐릭터 디자인       | 키쿠타 코이치       | 키쿠타 코이치         | 키쿠타 코이치                               |
| 미술 감독           | 미야케 마사카즈     | 미야케 마사카즈       | 마루야마 유키코 야마나시 에리               |
| 미술 설정           | 후지이 카즈시       | 후지이 카즈시         | 미즈노 카요코                               |
| 색채 설계           | 요시다 사오리       | 요시다 사오리         | 요시다 사오리                               |
| 촬영 감독           | 하마오 시게미츠     | 요네자와 히사시       | 에토 나오키                                 |
| 편집                | 키무라 카시코       | 키무라 카시코         | 키무라 카시코                               |
| 3D 감독             | 이마가키 카나       | 이마가키 카나         | 이마가키 카나                               |
| 음향 감독           | 이와나미 요시카즈   | 이와나미 요시카즈     | 이와나미 요시카즈                           |
| 음악                | 코다 마사토         | 코다 마사토           | 코다 마사토                                 |
| 음악 프로듀서       | 아나이 켄타로       | 아나이 켄타로         | 아나이 켄타로                               |
| 프로듀서            | 오구라 리에         | 오구라 리에           | 오구라 리에                                 |
| 프로듀서            | 빈칸                | 빈칸                  | 사노 코이치 타니구치 히로야스 모모다 히데오 |
| 애니메이션 프로듀서 | 우라사키 노부미츠   | 우라사키 노부미츠     | 미야코시 토오루                             |
| 애니메이션 제작     | 스튜디오 딘         | 스튜디오 딘           | 드라이브                                    |
| 제작                | 코노스바 제작위원회 | 코노스바 2 제작위원회 | 코노스바 3 제작위원회                       |

### 주제가
제1기 오프닝 테마 「fantastic dreamer」
노래 - Machico / 작사·작곡·편곡 - 소노다 토모야
제1기 엔딩 테마 「ちいさな冒険者」(작은 모험자)
노래 - 아쿠아(아마미야 소라), 메구밍(타카하시 리에), 다크니스(카야노 아이) / 작사·작곡·편곡 - 사토 료세이
제2기 오프닝 테마 「TOMORROW」
노래 - Machico / 작사 - 사쿠라 아스에 / 작곡·편곡 - 오카노 유지로
제2기 엔딩 테마 「おうちに帰りたい」(집에 가고 싶어)
노래 - 아쿠아(아마미야 소라), 메구밍(타카하시 리에), 다크니스(카야노 아이) / 작사·작곡·편곡 - 사토 료세이
제3기 오프닝 테마 「Growing Up」
노래 - Machico / 작사·작곡·편곡 - 소노다 켄타로
제3기 엔딩 테마 「あの日のままのぼくら」(그날 그대로의 우리들)
노래 - 아쿠아(아마미야 소라), 메구밍(타카하시 리에), 다크니스(카야노 아이) / 작사·작곡·편곡 - 사토 료세이

### 각화 리스트
| 화수         | 일본어 부제                         | 번역 부제                                      | 각본                           | 그림 콘티                                    | 연출                             | 작화감독 | 총작화감독                                                   | 원작  |
| 제1기        | 제1기                               | 제1기                                          | 제1기                          | 제1기                                        | 제1기                            | 제1기 | 제1기                                                        | 제1기 |
| ------------ | ----------------------------------- | ---------------------------------------------- | ------------------------------ | -------------------------------------------- | -------------------------------- | --- | ------------------------------------------------------------ | ----- |
| 제1화        | この自称女神と 異世界転生を！       | 이 자칭여신과 이세계 전생을!                   | 우에즈 마코토 (上江洲誠)       | 카나사키 타카오미 (金崎貴臣)                 | 요시다 슌지 (吉田俊司)           | 키타무라 토모유키(北村友幸) 우노이케 카즈마(鵜池一馬) | 키쿠타 코우이치 (菊田幸一)                                   | 제1권 |
| 제2화        | この中二病に爆焔を！                | 이 중이병에게 폭염을!                          | 아카시로 아오이 (朱白あおい)   | 카나사키 타카오미 (金崎貴臣)                 | 미요시 마사토 (三好正人)         | 키노시타 유우키(木下ゆうき) 시미즈 카츠스케(清水勝祐) | 코마츠 모모카 (小松桃花)                                     | 제1권 |
| 제3화        | この右手にお宝を！                  | 이 오른손에 보물를!                            | 나카무라 코우지로 (中村浩二郎) | 사이토 테츠토 (斉藤哲人)                     | 카도타 히데히코 (門田英彦)       | 후루스미 치아키(古住千秋) 나카자와 유우이치(中澤勇一) | 키쿠타 코우이치                                              | 제1권 |
| 제4화        | この強敵に爆裂魔法を！              | 이 강적에게 폭렬마법을!                        | 우에즈 마코토                  | 아란 보쿠세키 (亜嵐墨石)                     | 밥 시라하타 (ボブ白旗)           | 사노 에리(さのえり) 오오츠카 야에(大塚八愛) 카토 마유코(加藤万由子) 이토 토모코(伊藤智子) 미나미 신이치로(南伸一郎) 코레모토 아키라(是本晶) 이토 사치(伊藤幸) | 코마츠 모모카                                                | 제1권 |
| 제5화        | この魔剣にお値段を！                | 이 마검에 가격을!                              | 아카시로 아오이                | 카나사키 타카오미                            | 스즈키 사토시 (鈴木孝聡)         | 야마무라 토시노리(山村俊了) 시미즈 카츠스케 | 키쿠타 코우이치                                              | 제1권 |
| 제6화        | このろくでもない 戦いに決着を!      | 이 쓸데 없는 싸움에 결착을!                    | 우에즈 마코토                  | 사이토 테츠토                                | 요시다 슌지                      | 카라스이케 카즈마(鴉池一馬) 나카자와 유우이치 키노시타 유우키 | 코마츠 모모카                                                | 제1권 |
| 제7화        | この凍えそうな季節に 二度目の死を！ | 이 얼 것 같은 계절에 두 번째 죽음을!           | 아카시로 아오이                | 이세 마사히로 (伊勢昌弘)                     | 미요시 마사토                    | 키타무라 토모유키 오카자키 히로미(岡崎洋美) 혼다 미유키(本多みゆき) | 키쿠타 코우이치                                              | 제2권 |
| 제8화        | この冬を 越せない俺達に 愛の手を！  | 이 겨울을 넘길 수 없는 우리에게 사랑의 손길을! | 나카무라 코우지로              | 카나사키 타카오미                            | 카도타 히데히코                  | 나카야마 유미(中山由美) 이데노 요시노리(出野喜則) 나카지마 요시코(中島美子) | 코마츠 모모카                                                | 제2권 |
| 제9화        | この素晴らしい 店に祝福を！         | 이 멋진 상점에 축복을!                         | 아카시로 아오이                | 아란 보쿠세키                                | 쿠보 타로 (久保太郎)             | 나카자와 유우이치 키노시타 유우키 시미즈 카츠스케 | 키쿠타 코우이치                                              | 제2권 |
| 제10화       | この理不尽な 要塞に終焔を！         | 이 불합리한 요새에 종염을!                     | 우에즈 마코토                  | 사이토 테츠토                                | 요시다 슌지                      | 혼다 미유키 후루스미 치아키 야마무라 토시노리 카라스이케 카즈마 키타무라 토모유키 나카야마 유미 | 코마츠 모모카                                                | 제2권 |
| 제11화 (OVA) | この素晴らしい チョーカーに祝福を！ | 이 멋진 초커에 축복을!                         | 아카시로 아오이                | 카나사키 타카오미                            | 이와모토 야스오                  | 요시다 코우스케(吉田巧介) | 키쿠타 코우이치                                              | -     |
| 제2기        |                                     |                                                |                                |                                              |                                  | |                                                              |       |
| 제1화        | この不当な裁判に救援を!             | 이 부당한 재판에 구원을!                       | 우에즈 마코토 (上江洲誠)       | 카나사키 타카오미 (金崎貴臣)                 | 이와모토 야스오 (いわもとやすお) | 이시카와 요이치 (石川洋一) 우이케 카즈마 (鵜池一馬) | 키쿠타 코이치 (菊田幸一)                                     |       |
| 제2화        | この紅魔の娘に友人を!               | 이 홍마족 여자아이에게 친구를!                 | 우에즈 마코토 (上江洲誠)       | 카나사키 타카오미 (金崎貴臣)                 | 에바라 야스유키 (江原康之)       | 나카자와 유이치 (中澤勇一) 사토 코노미 (佐藤この実) | 에바라 야스유키                                              |       |
| 제3화        | この迷宮の主に安らぎを!             | 이 미궁의 주인에게 안식을!                     | 우에즈 마코토 (上江洲誠)       | 카나사키 타카오미 (金崎貴臣)                 | 요시다 슌지 (吉田俊司)           | 아사이 아키토 (浅井昭人) 시미즈 카츠유키 (清水勝祐) | 타나카 키이 (田中紀衣)                                       |       |
| 제4화        | この貴族の令嬢に良縁を!             | 이 귀족의 딸에게 좋은 인연을!                  | 나카무라 코지로 (中村浩二郎)   | 카나사키 타카오미 (金崎貴臣)                 | 쿠보 타로 (久保太郎)             | 데노 요시노리 (出野喜則) 니시카와 마사토 (西川真人) 스루기 사오리 (摺木沙織) | 키쿠타 코이치                                                |       |
| 제5화        | この仮面の騎士に隷属を!             | 이 가면의 기사에게 예속을!                     | 마치다 토우코 (待田堂子)       | 카나사키 타카오미 (金崎貴臣)                 | 요시다 슌지                      | 에비스 요키 (胡 陽樹) 코마츠 모모카 (小松桃花) 우이케 카즈마 니시카와 마사토 야시로 키미코 (八代きみこ) 사토 코노미 (佐藤このみ) 키노시타 유미코 (木下由美子) 타나카 키이 키쿠타 코이치                                                                               | 타나카 키이                                                  |       |
| 제6화        | この煩わしい外界にさよならを!       | 이 성가신 바깥세상과 작별을!                   | 나카무라 코지로                | 에바라 야스유키                              | 에바라 야스유키                  | 아사이 아키토 이시카와 요이치 사노 에리 (さのえり) | 에바라 야스유키                                              |       |
| 제7화        | このふてぶてしい鈍に招待を!         | 이 뻔뻔한 게으름뱅이에게 초대를!               | 우에즈 마코토                  | 코이와이 레분 (小岩井礼文)                   | 스즈키 타카토시 요시다 슌지      | 코레모토 아키라 (是本 晶) 나카자와 유이치 시미즈 카츠히로 (清水勝裕) 미야치 사토코 (宮地聡子) 사이토 다이스케 (斎藤大輔) 마츠우라 사토미 (松浦里美) 이시카와 요이치 사토 코노미 타나카 키이                                                                           | 타나카 키이                                                  |       |
| 제8화        | この痛々しい街で観光を!             | 이 딱한 마을에서 관광을!                       | 나카무라 코지로                | 카나사키 타카오미                            | 이와모토 야스오                  | 요시다 코스케 (吉田巧介) | 키쿠타 코이치                                                |       |
| 제9화        | この不浄な温泉街に女神を!           | 이 부정한 온천 마을에 여신을!                  | 우에즈 마코토                  | 카나사키 타카오미                            | 나카야마 아츠시 (中山敦史)       | 시미즈 카츠유키 이시카와 요이치 후지타 마사유키 (藤田正幸) 사이토 다이스케 우이케 카즈마 나카자와 유이치 | 타나카 키이                                                  |       |
| 제10화       | この素晴らしい仲間たちに祝福を!     | 이 멋진 동료들에게 축복을!                     | 우에즈 마코토                  | 카나사키 타카오미 사이토 테츠히토 (斉藤哲人) | 요시다 슌지                      | 타나카 키이 코마츠 모모카 아사이 아키토 이시카와 요이치 데노 요시노리 | 키쿠타 코이치                                                |       |
| 제11화 (OVA) | この素晴らしい芸術に祝福を！        | 이 멋진 예술에 축복을!                         | 마치다 토우코                  | 카나사카 타카오미                            | 요시다 슌지                      | 스기타 슈 키쿠타 코이치 | -                                                            |       |
| 제3기        |                                     |                                                |                                |                                              |                                  | |                                                              |       |
| 제1화        | この明るい未来に祝杯を!             | 이 밝은 미래에 축배를!                         | 카나사키 타카오미              | 카나사키 타카오미                            | 야스카와 오우리 (安川央理)       | 노다 야스유키 (野田康行) | 키쿠타 코이치                                                |       |
| 제2화        | この笑わない少女に微笑みを!         | 이 웃지 않는 소녀에게 미소를!                  | 우에즈 마코토                  | 카나사키 타카오미                            | 카와베 신야 (川部真也)           | 타케모토 요시코 (竹本佳子) 우시노하마 유이 (牛ノ濱由惟) 요시다 류이치로 (吉田龍一郎) 후지타 마사유키 (藤田正幸) 우에니시 마야 (上西麻耶) 쿠하쿠 (くはく) | 노다 야스유키                                                |       |
| 제3화        | この賢しい少女に再教育を!           | 이 똑똑한 소녀에게 재교육을!                   | 카나사키 타카오미              | 카나사키 타카오미                            | 이와모토 야스오                  | 혼다 소이치 (本田創一) 야기사와 슈헤이 (八木澤修平) 陳凱馳 DM | 키쿠타 코이치                                                |       |
| 제4화        | このイケメン義賊に天誅を!           | 이 미남 의적에게 천벌을!                       | 우에즈 마코토                  | 아베 유지로 (安部祐二郎)                     | 야스카와 오우리                  | 키무라 유키타카 (木村行隆) 타케모토 요시코 요시다 류이치로 혼다 소이치 우에니시 마야 | 노다 야스유키                                                |       |
| 제5화        | この箱入り王女に悪友を!             | 이 온실 속 왕녀에게 악우를!                    | 카나사키 타카오미              | 카나사키 타카오미                            | 요시다 슌지 (吉田俊司)           | 후지타 마사유키 키무라 유키타카 나카지마 요시코 (中島美子) 나카지마 다이치 (中島大智) 키쿠타 코이치 陳凱馳 DM | 타케모토 요시코 키타무라 토모유키 (北村友幸) 우시노하마 유이 |       |
| 제6화        | この素敵な暮らしにさよならを!       | 이 근사한 생활에 작별 인사를!                  | 우에즈 마코토                  | 양리에쥔 (楊烈駿)                            | 고미 신스케 (五味伸介)           | 후지타 마사유키 시게후지 소타 (重藤聡太) 陳凱馳 DM | 키쿠타 코이치                                                |       |
| 제7화        | この成り上がり冒険者にも安息を!     | 이 벼락부자 모험가에게도 안식을!               | 카나사키 타카오미              | 카나사키 타카오미                            | 야마다 아키라 (山田 晃)          | 후지타 마사유키 나카지마 요시코 시게후지 소타 나카지마 다이치 陳凱馳 阿肆 Winchester ECHO Animation | 타케모토 요시코 키타무라 토모유키 우시노하마 유이            |       |
| 제8화        | この湖の主に永遠の眠りを!           | 이 호수의 주인에게 영원한 잠을!                | 우에즈 마코토                  | 이나가키 타카유키                            | 요시다 슌지                      | 요시다 류이치로 나카지마 요시코 나카지마 다이치 우에니시 마야 혼다 소이치 후지타 마사유키 시게후지 소타 야기사와 슈헤이 키무라 유키타카 陳凱馳 王火龙 赵二虎 | 노다 야스유키 키타무라 토모유키 우시노하마 유이              |       |
| 제9화        | この家出娘に説教を!                 | 이 가출 소녀에게 설교를!                       | 카나사키 타카오미              | 카나사키 타카오미                            | 야스카와 오우리                  | 시미즈 카츠유키 야나기노 타츠오 (柳野龍男) 陳凱馳 王火龙 赵二虎 唐書強 Triple A 글렌 | 키쿠타 코이치                                                |       |
| 제10화       | この身勝手な花嫁に祝福を!           | 이 제멋대로인 신부에게 축복을!                 | 우에즈 마코토                  | 이나가키 타카유키                            | 이와모토 야스오                  | 혼다 소이치 우에니시 마야 요시다 류이치로 키무라 유키타카 야기사와 슈헤이 陳凱馳 阿肆 Winchester | 노다 야스유키                                                |       |
| 제11화       | この変わらない日常に祝福を！        | 이 변함없는 일상에 축복을!                     | 카나사키 타카오미              | 카나사키 타카오미 사이토 테츠히토 (斉藤哲人) | 카와베 신야                      | 키무라 유키타카 아마사키 마나무 (天﨑まなむ) 혼다 소이치 야나기노 타츠오 야마무라 토시노리 우에니시 마야 시게후지 소타 요시다 류이치로 후지타 마사유키 시게마츠 신이치 (重松しんいち) 나카지마 다이치 나카지마 요시코 키타무라 토모유키 우시노하마 유이 노다 야스유키 | 키쿠타 코이치                                                |       |

### BD / DVD
| 권    | 발매일           | 수록화                     | 규격품번  | 규격품번  | 규격품번   | 규격품번   |
| 권    | 발매일           | 수록화                     | BD 한정판 | BD 통상판 | DVD 한정판 | DVD 통상판 |
| 제1기 | 제1기            | 제1기                      | 제1기     | 제1기     | 제1기      | 제1기      |
| ----- | ---------------- | -------------------------- | --------- | --------- | ---------- | ---------- |
| 1     | 2016년 3월 25일  | 제1화 - 제2화              | KAXA-7341 | 빈칸      | KABA-10450 | 빈칸       |
| 2     | 2016년 4월 27일  | 제3화 - 제4화              | KAXA-7342 | 빈칸      | KABA-10451 | 빈칸       |
| 3     | 2016년 5월 27일  | 제5화 - 제6화              | KAXA-7343 | 빈칸      | KABA-10452 | 빈칸       |
| 4     | 2016년 6월 24일  | 제7화 - 제8화              | KAXA-7344 | 빈칸      | KABA-10453 | 빈칸       |
| 5     | 2016년 7월 29일  | 제9화 - 제10화             | KAXA-7345 | 빈칸      | KABA-10454 | 빈칸       |
| BOX   | 2018년 10월 24일 | 제1화 - 제10화 +OVA 제11화 | KAXA-9830 | 빈칸      | 빈칸       | 빈칸       |
| 제2기 |                  |                            |           |           |            |            |
| 1     | 2017년 3월 24일  | 제1화 - 제2화              | KAXA-7481 | 빈칸      | KABA-10515 | 빈칸       |
| 2     | 2017년 4월 28일  | 제3화 - 제4화              | KAXA-7482 | 빈칸      | KABA-10516 | 빈칸       |
| 3     | 2017년 5월 26일  | 제5화 - 제6화              | KAXA-7483 | 빈칸      | KABA-10517 | 빈칸       |
| 4     | 2017년 6월 30일  | 제7화 - 제8화              | KAXA-7484 | 빈칸      | KABA-10518 | 빈칸       |
| 5     | 2017년 7월 28일  | 제9화 - 제10화             | KAXA-7485 | 빈칸      | KABA-10519 | 빈칸       |
| BOX   | 2019년 5월 24일  | 제1화 - 제10화 +OVA 제11화 | KAXA-9832 | 빈칸      | 빈칸       | 빈칸       |
| 제3기 |                  |                            |           |           |            |            |
| 1     | 2024년 7월 24일  | 제1화 - 제2화              | KAXA-8851 | KAXA-8861 | 빈칸       | KABA-11571 |
| 2     | 2024년 8월 28일  | 제3화 - 제5화              | 빈칸      | KAXA-8862 | 빈칸       | KABA-11572 |
| 3     | 2024년 9월 25일  | 제6화 - 제8화              | 빈칸      | KAXA-8863 | 빈칸       | KABA-11573 |
| 4     | 2024년 10월 25일 | 제9화 - 제11화             | 빈칸      | KAXA-8864 | 빈칸       | KABA-11574 |

### 웹 라디오
《이 멋진 라디오에 축복을!》(この素晴らしいラジオに祝福を！은 2016년 7월 5일부터 HiBiKi Radio Station에서 격주 화요일에 보내지는 라디오 방송이다. 퍼스널리티는 카즈마 역의 후쿠시마 준과, 메구밍 역의 타카하시 리에가 맡았다.

## 극장 애니메이션
2018년 6월 25일 홈페이지와 트위터에서 처음으로 공개된 이후, 2019년에 개봉된다고 밝혔으나 11월 5일 키 비주얼과 명칭이 공개되었고 4월 25일에는 개봉일을 8월 30일로 결정하였다.
이후 8월 30일 《영화 이 멋진 세계에 축복을! 붉은 전설》(映画 この素晴らしい世界に祝福を！紅伝説)이란 타이틀로 개봉하였다.
한국에서는 애니플러스가 2019년 10월 21일 영상물등급위원회에 등급심의를 거쳐 10월 28일 통과되었으며 2020년 1월 메가박스 특별상영회를 마친 후 2월 6일 개봉하였다. 다만 메가박스 단독 개봉이다.